# 穆爾斯維爾 (印第安納州)
穆爾斯維爾（英語：Mooresville）是一個位於美國印第安纳州摩根縣的城鎮。

## 人口
根據2010年美國人口普查的數據，穆爾斯維爾的面積為17.57平方千米，當中陸地面積為17.42平方千米，而水域面積為0.15平方千米。當地共有人口9326人，而人口密度為每平方千米531人。